# Distretto di Jajarkot
Il distretto di Jajarkot è un distretto del Nepal, in seguito alla riforma costituzionale del 2015 fa parte della provincia Karnali Pradesh. 
Il capoluogo è Khalanga.
Geograficamente il distretto appartiene alla zona collinare delle Mahabharat Lekh. Nella parte orientale, a segnare il confine con il distretto di Rukum scorre il fiume Thuli Bheri, affluente del Karnali (o Ghaghara).

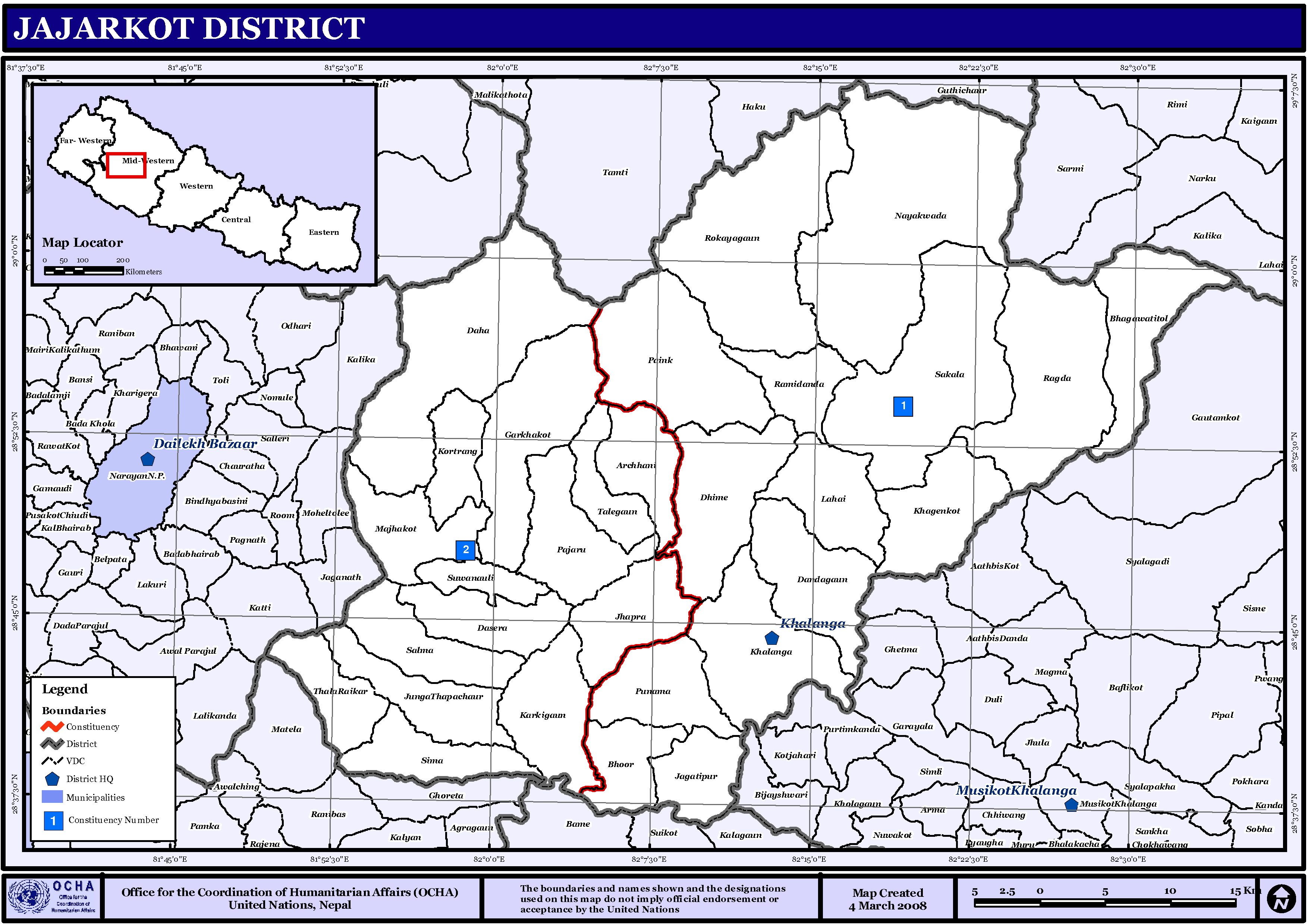
Mappa del distretto di Jajarkot

## Municipalità
Il distretto è diviso in sette municipalità, tre urbane e tre rurali.
- Bheri
- Chhedagad
- Nalgad
- Junichande
- Kushe
- Barekot
- Shivalaya